# Григорий Богослов
Григо́рий Богосло́в (греч. Γρηγόριος ὁ Θεολόγος), также Григо́рий Назианзи́н (греч. Γρηγόριος Ναζιανζηνός; ок. 325, поместье Арианз (ныне Сиврихисар, Турция) близ Карвали (ныне Гюзельюрт), к югу от города Назианза, Каппадокия — 389, там же) — святой Православной и Католической церквей, архиепископ Константинопольский, христианский богослов, один из Отцов Церкви, входит в число Великих каппадокийцев, близкий друг и сподвижник Василия Великого.
Почитается в лике святителей. Память совершается в Православной церкви 25 января (7 февраля) и 30 января (12 февраля) (Собор трёх святителей); в Римско-католической церкви — 2 января. Кроме того, Константинопольская патриархия в 2004 году установила празднование 30 ноября в честь перенесения из Рима в Стамбул частиц мощей Григория Богослова и Иоанна Златоуста.

## Жизнеописание

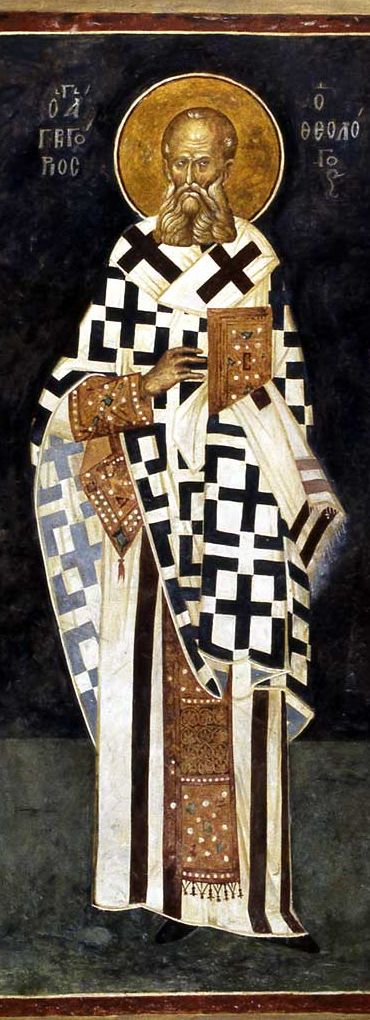
Григорий Богослов (Церковь Хора, Стамбул, XIV век)

### Юные годы
Григорий родился около 325 года, в Арианзе (поместье отца) близ Назианза Каппадокийского. Его родителями были епископ Назианзский Григорий и Нонна. В семье кроме Григория был его брат Кесарий и сестра Горгония. Все члены семьи почитаются как святые.
О своих родителях Григорий впоследствии писал в цикле стихов «О собственной жизни»:

Матерь моя, наследовав от отцов богоугодную Веру, и на детей своих наложила золотую сию цепь. В женском образе нося мужественное сердце, она для того только касается земли и заботится о мире, чтобы всё, и даже саму здешнюю жизнь, преселить в жизнь небесную… А родитель прежде, служа идолам, был дикой маслиной, но привился к стеблю маслины доброй и столько принял в себя соков благородного корня, что закрыл собой дерево, и многих напитал медоточными плодами, он сед волосами и вместе сед умом, приветлив, сладкоречив, это новый Моисей или Аарон, посредник между людьми и небесным Богом… От такого родителя и от такой матери произошёл я.

Получив начальное домашнее образование, Григорий обучался в Кесарии Каппадокийской и Кесарии Палестинской, а затем и в Александрии. Осенью 350 года Григорий отправился в Афины, где изучал риторику, поэзию, геометрию и астрономию: «Афины — обитель наук, Афины для меня подлинно золотые и доставившие мне много доброго». В Афинах Григорий познакомился с трудами Платона и Аристотеля. Несмотря на то, что в то время при изучении трудов данных философов больше внимания уделялось их стилю, а не учению, на теологию Григория неоплатонизм оказал сильное влияние. По мнению академика Г. Г. Майорова «Григорий и терминологически, и по существу близок к неоплатоникам».
Во время обучения Григорий познакомился со святым Василием Великим, будущим архиепископом Кесарии Каппадокийской. Вместе с Григорием и Василием в Афинах обучался будущий император и гонитель христиан Юлиан Отступник.
После окончания обучения Григорий остался в Афинах, где некоторое время преподавал риторику. В 358 году, когда его отец уже был епископом, Григорий вернулся домой и в тридцатилетнем возрасте принял крещение от своего отца. После этого, Григорий, склонный к монашеской жизни, удалился в монастырь, основанный Василием Великим в Понте в своём имении на реке Ирис. О годах, проведённых в монастыре, Григорий позднее писал в своих письмах Василию:

Кто даст мне сии псалмопения, бдения и молитвенные к Богу переселения? Кто даст жизнь как бы невещественную и бесплотную? Кто даст согласие и единодушие братьев, которых ты ведёшь на высоту и к обоженью? Кто даст соревнование и поощрение к добродетели, которое мы ограждали письменными уставами и правилами? Кто даст трудолюбие в чтении Божьих словес, и при путеводительстве Духа обретаемый в них свет?
— Письмо 9 «К Василию Великому»
Во время жизни в монастыре Григорий вместе с Василием изучал труды Оригена и составил из его произведений выписки, известные под именем «Филокалии».

### Священство и епископство

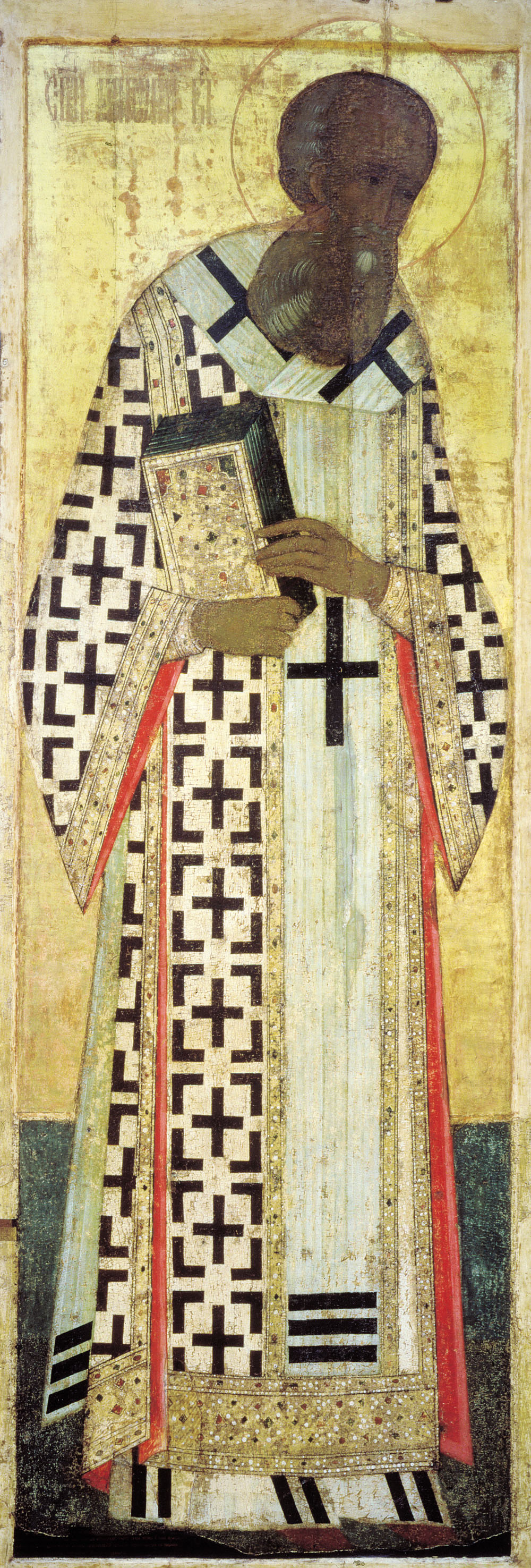
Григорий Богослов (Андрей Рублёв, иконостас Успенского собора во Владимире, 1408)

В 361 году по настоянию отца Григорий вновь вернулся домой и был рукоположён в пресвитеры. После рукоположения Григорий, видя в священстве препятствие к созерцательной монашеской жизни, вновь удалился в монастырь Василия. Вернувшись в 362 году домой, Григорий на пасхальном богослужении произнёс свою первую проповедь, получившую название «Слово на Пасху и о своём промедлении».
Начало его церковной деятельности совпало с периодом правления императора Юлиана Отступника, гонения которого затронули и Назианскую кафедру его отца. Император направил в Назианз войска с поручением захватить христианские храмы. Григорий-старший со своей паствой организовал сопротивление, предотвратившие захват церквей. В этот период Григорий вновь удалился к Василию Великому.
В конце 363 года отец Григория, не вникая в тонкости богословия, подписал омиусианский символ веры, чем вызвал раскол в своей епархии. Раскол продолжался недолго, но Григорию пришлось защищать своего отца — он написал «Слово по случаю возвращения монахов в лоно церкви». Деятельность Григория в этот период показывает, что он вникал в дела управления епархией и становился постепенно соепископом назианзской церкви.
Когда Василий Великий стал архиепископом Кесарии Каппадокийской, он около 371 года обратился к Григорию с просьбой стать епископом города Сасима, где Василием была создана епархия. Это предложение было сделано в рамках проводимой Василием борьбы с арианством в Каппадокии для которой требовались верные ему хорепископы. Григорий колебался, но на епископстве настаивал его отец и в 372 году Григорий был рукоположён в епископа Сасимского. Григорий, не желавший архиерейства, недолго пробыл в Сасимах и, не совершив там ни одной службы и не рукоположив ни одного клирика, вернулся домой. Впоследствии Григорий так вспоминал о доставшейся ему кафедре:

На большой дороге, пролегающей через Каппадокию, есть место обычной остановки проезжих, где одна дорога делится на три, место безводное, не произращающее и былинки, лишённое всех удобств, селение ужасно скучное и тесное. Там всегда пыль, стук от повозок, слезы, рыдания, собиратели налогов, орудия, пытки, цепи, а жители — чужеземцы и бродяги. Такова была церковь в моих Сасимах! Вот какому городу (подлинно это великодушие!) отдал меня тот, кому было мало пятидесяти хорепископов.
— Стихотворение, в котором Святой Григорий пересказывает жизнь свою

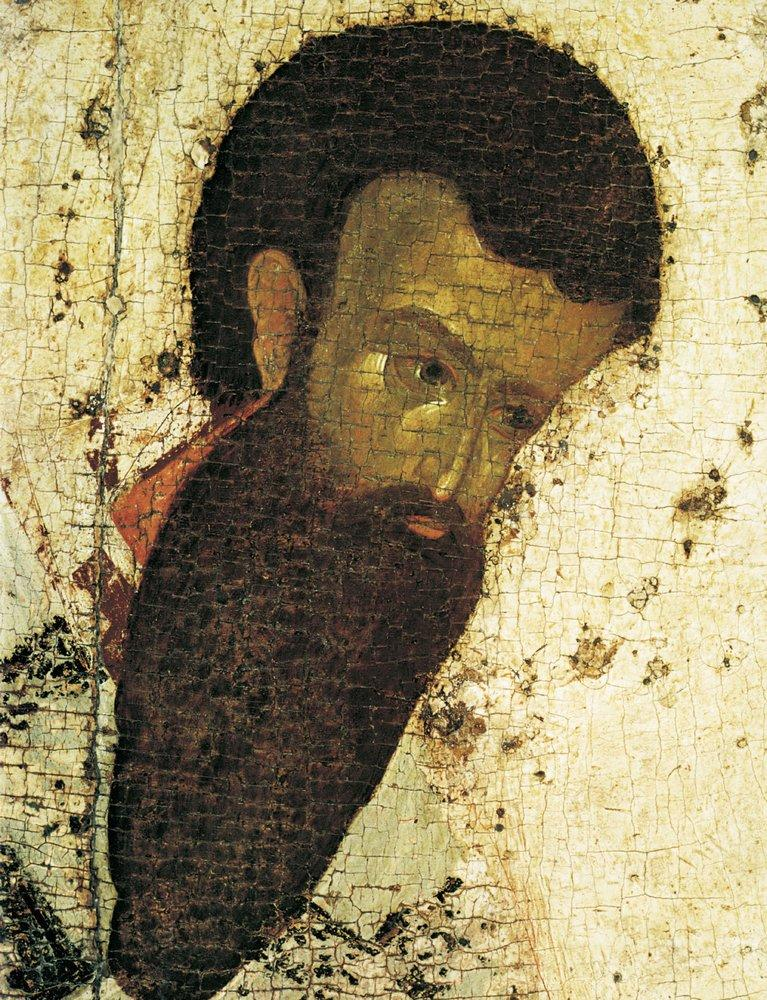
Святитель Василий Великий, сподвижник и друг Григория Богослова (фрагмент иконы работы Феофана Грека)

После бегства из Сасима Григорий вновь удалился в пустынь, где проводит около трёх лет. В своих письмах он неоднократно обвинял Василия в том, что он вовлёк его в свою борьбу с арианством:

Укоряешь меня в лености и в нерадении, потому что не взял твоих Сасимов, не увлекся епископским духом, не вооружаюсь вместе с вами, чтоб драться, как дерутся между собой псы за брошенный им кусок. А для меня самое важное дело — бездействие. …и думаю, что, если бы все подражали мне, то не было бы беспокойств Церквам, не терпела бы поруганий вера, которую теперь всякий обращает в оружие своей любви к спорам.
— Письмо 32 «К Василию Великому»

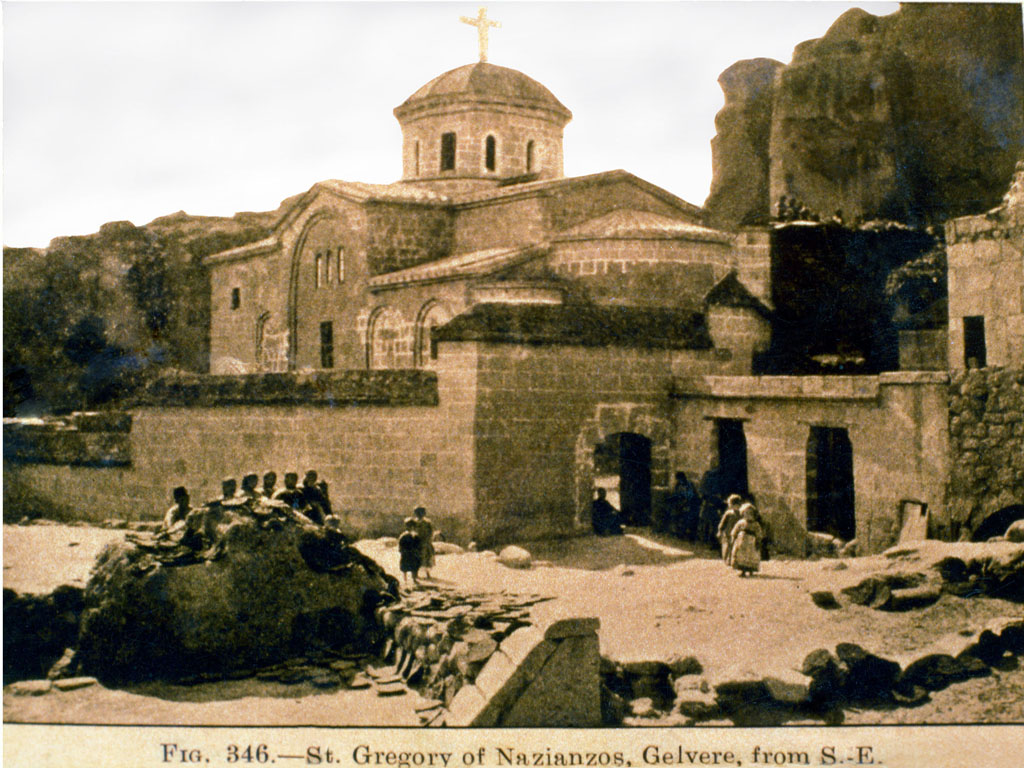
Церковь святого Григория на его родине, в Каппадокии. Фото XIX века

По просьбе престарелого отца Григорий вернулся в Назианз и помогал ему в управлении епархией до его смерти в 374 году. На похороны отца Григория приехал Василий Великий и произнёс надгробное слово, восхвалявшее заслуги усопшего. Считается, что в это время произошло примирение святого Григория со святым Василием. После смерти отца Григорий некоторое время руководил назианзской епархией, но, не считая себя вправе занять престол своего отца, удалился в Селевкии в надежде, что в его отсутствие будет выбран новый епископ. Однако по просьбе жителей Григорий вернулся в Назианз и продолжил управление церковью.
1 января 379 года скончался Василий Великий. Это потрясло Григория, он писал: «И это выпало на мою скорбную долю — услышать о смерти Василия, об исходе святой души, которым ушла она от нас и преселилась к Господу, всю жизнь свою превратив в заботу об этом!». Впоследствии, будучи уже на покое, Григорий написал на смерть друга Надгробное Слово, ставшее одним из лучших его сочинений.

### Архиепископ Константинопольский
19 января 379 года византийским императором стал Феодосий, который, в отличие от своего предшественника Валента (умер 9 августа 378 года), покровительствовал никейцам, а не арианам. В этом же году к Григорию, имевшему репутацию блестящего проповедника и защитника никейской веры, из Константинополя прибыла небольшая группа никейцев с просьбой прибыть в столицу империи и поддержать их в борьбе против арианства и аполлинарианства.
Григорий принял предложение и приехал в Константинополь. Город в течение сорока лет был в руках ариан, которым принадлежали почти все храмы города, включая Святую Софию и церковь Святых Апостолов. Григорий Нисский так писал о столице империи в тот момент:

Одни, вчера или позавчера оторвавшись от чёрной работы, вдруг стали профессорами богословия. Другие, кажется прислуги, не раз битые, сбежавшие от рабьей службы, с важностью философствуют о Непостижимом. Всё полно этого рода людьми: улицы, рынки, площади, перекрестки.

Григорий остановился в доме своих родственников и в одной из комнат начал совершать богослужения, назвав этот домовой храм Анастасия (греч. Ἀναστασία — «Воскресение»). В этой церкви летом 380 года Григорий произносит свои знаменитые пять Слов «О Богословии», которые принесли ему славу «Богослова».
С момента приезда в столицу Григорий подвергся преследованию со стороны ариан: его обвинили в тритеизме (будто он вместо единого Бога проповедует много богов), а позже начались попытки физической расправы. В Великую субботу 379 года, когда святой Григорий совершал таинство крещения в своём храме, в него ворвалась толпа ариан, среди которых были константинопольские монахи, и начали требовать изгнания Григория, а потом стали кидать в него камни. Григорий был отведён к городским властям, которые хотя и были неблагосклонны к нему, но не поддержали ариан и Григорий остался в Константинополе.
24 ноября 380 года в Константинополь прибыл император Феодосий, который своим приказом передал в руки православных кафедральный храм Двенадцати Апостолов и Святую Софию. После разговора с Григорием Феодосий решил лично ввести его в храм Софии. По воспоминаниям самого Григория, император завершил разговор с ним следующими словами: «Через меня, сказал он, Бог дает тебе и твоим трудам этот храм».

Наступило назначенное время. Храм окружен был воинами, которые в вооружении, в великом числе, стояли рядами. Туда же, как морской песок, или туча, или ряд катящихся волн, стремился, непрестанно прибывая, весь народ, с гневом и мольбами, с гневом на меня, с мольбами к Державному. Улицы, ристалища, площади, даже любое место, дома с двумя, с тремя жилищами наполнены были снизу доверху зрителями, мужчинами, женщинами, детьми, старцами. Везде суета, рыдания, слезы, вопли — точное подобие города, взятого приступом.
— Стихотворение, в котором Святой Григорий пересказывает жизнь свою
27 ноября Григорий вошёл в храм, когда он уже скрылся в алтаре, на пасмурном небе появилось солнце, и народ, расценив это как Божий знак, начал требовать вверить Григорию Константинопольскую церковь. Это полностью соответствовало планам императора Феодосия. Григорий согласился, для его утверждения на кафедре и решения вопросов, связанных с ересями, был созван церковный собор, получивший название второго Вселенского.

### Второй Вселенский собор

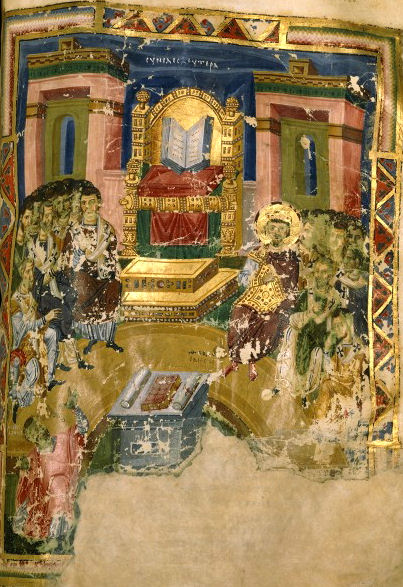
Второй Вселенский собор (миниатюра IX века к сочинениям Григория Богослова)

Собор был созван по инициативе императора Феодосия, декрет о его созыве не сохранился, и о целях созыва известно из последующих императорских указов и соборного деяния. Историк Антон Карташёв считает, что Собор был нужен Феодосию для решения практических церковных вопросов на Востоке, начиная в первую очередь с урегулирования вопроса о замещении Григорием Константинопольской кафедры.
Собор открылся в мае 381 года в присутствии императора, председательствовал на нём Мелетий, патриарх Антиохийский. С самого начала Собор решил вопрос о замещении константинопольской кафедры: был осуждён Максим I Киник, пытавшийся при поддержке Александрийской церкви захватить константинопольский престол. Григорий Богослов был признан законным архиепископом Константинопольским.
При обсуждении Собором арианства и других ересей Григорий в своём Слове дал следующее изложение догмата Троичности:

Безначальное, Начало и Сущее с Началом — Един Бог. Но безначальность или нерожденность не есть естество Безначального. Ибо всякое естество определяется не тем, что оно не есть, но что оно есть… Имя Безначальному — Отец, Началу — Сын, Сущему вместе с Началом — Дух Святый; а естество в Трех единое — Бог. Единение же — Отец, из Которого и к Которому они возводятся, не сливаясь, а сопребывая с Ним, и не разделяемые между Собою ни временем, ни хотением, ни могуществом.

После обсуждения Собор в своём первом правиле предал анафеме «ересь евномиан, аномеев, ариан или евдоксиан, полуариан или духоборцев, савеллиан, маркеллиан, фотиниан и апполинариан» и подтвердил Никейский Символ веры.
Во время Собора скончался его председатель Мелетий, и Григорий занял его место. В это время на Соборе возник вопрос о замещении антиохийской кафедры, оставшейся вдовствующей после смерти Мелетия. Участники Собора разделились, Григорий встал на сторону «западных» и произнёс речь в поддержку их кандидата Павлина. Но победила «восточная» партия, и антиохийским патриархом стал пресвитер Флавиан. Приехавшие немного позже на Собор сторонники «западной партии» Асхолий Фессалоникийский и Тимофей Александрийский, будучи обиженными за своего кандидата Павлина, вступили в борьбу с «восточным» епископатом и в том числе выдвинули обвинения против Григория, что он, будучи рукоположён епископом Сасимским, незаконно стал архиепископом Константинопольским. Григорий был обвинён в нарушении 14-го правила святых апостолов и 15-го правила Первого Вселенского собора, запрещавших самовольное оставление епископами своих кафедр.

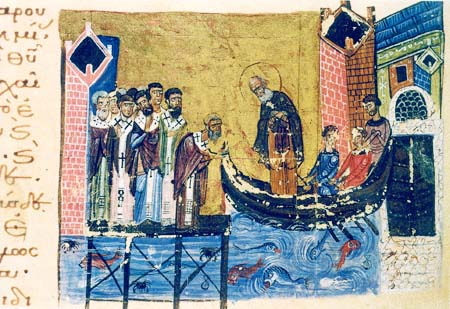
Григорий Богослов покидает Константинополь (миниатюра из рукописи XI века)

Григорий не стал отстаивать свои права на Константинопольскую кафедру. Измученный борьбой за власть, которой он не желал, Григорий обратился к Собору с прощальным словом:

Вы, которых собрал Бог для совещания о делах богоугодных, вопрос обо мне почитайте второстепенным. Чем ни кончится мое дело, хотя осуждают меня напрасно, это не заслуживает внимания такого Собора… Я не радовался, когда восходил на престол, и теперь схожу с него добровольно. К тому убеждает меня и телесное мое состояние. Один за мной долг — смерть; все отдано Богу. Но забота моя единственно о Тебе, моя Троица! О, если б иметь Тебе защитником какой-нибудь язык благообученный, по крайней мере исполненный свободы и рвения! Прощайте и воспоминайте о трудах моих!

### Последние годы жизни и смерть
Последний подвиг жизни близок; худое плавание окончено; уже вижу и казнь за ненавистный грех, вижу мрачный тартар, пламень огня, глубокую ночь и позор обличенных дел, которые теперь открыты. Но умилосердись, Блаженный, и даруй мне хотя бы вечер добрый, взирая милостиво на остаток моей жизни. Много страдал я, и мысль объемлется страхом, не начали ли уже преследовать меня страшные весы правосудия Твоего, о Царь!
После обвинений, выдвинутых против него в Константинополе, Григорий вернулся в родной Назианз, где по просьбе городских клириков вновь возглавил епархию, не переставая просить епископа Тиранского снять с него эту обязанность, которую он считал для себя бременем. Он перестал ездить на церковные соборы, говоря «соборам и собеседованиям кланяюсь издали с тех пор, как испытал много дурного». При этом, отказавшись поехать в Константинополь на собор 382 года, Григорий пытался воздействовать на его решения через своих столичных друзей.

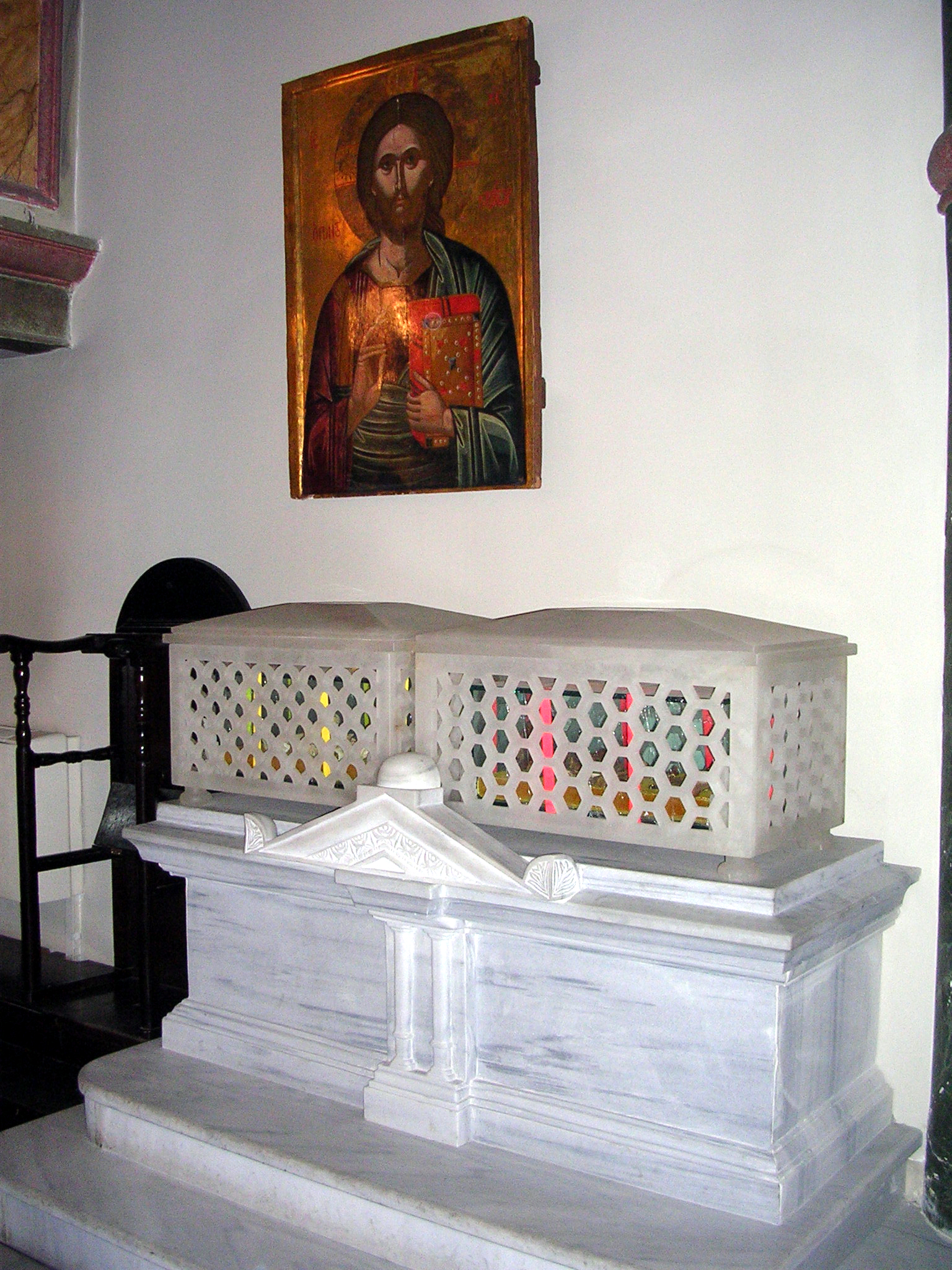
Частицы мощей святителей Григория Богослова и Иоанна Златоуста в церкви Святого Георгия в Стамбуле

В конце 383 года здоровье Григория ухудшилось, и Феодор, епископ Тиранский, назначил на Назианзскую кафедру хорепископа Евладия, родственника святителя Григория. После этого назначения Григорий смог удалиться на покой в своё фамильное имение Арианз и посвятить себя литературному труду. В этот период Григорий кроме богословских сочинений пишет подробную автобиографию Он много путешествовал по обителям, жил в Ламисе, Сакнавадаике и Карвалах; лечился тёплыми водами в Ксанксариде.
Скончался Григорий 25 января 389 года в Арианзе, где и был похоронен. В своём завещании (составленном вероятней всего в 381 году) Григорий, исполняя волю своего отца, отдал своё фамильное имение епархии, ближайшим друзьям завещал денежные суммы и предметы одежды, а также распорядился дать свободу своим рабам.
В 950 году при императоре Константине Багрянородном мощи Григория были перенесены в Константинополь и положены в церкви Святых Апостолов. При разграблении Константинополя крестоносцами в 1204 году часть мощей святителя Григория была вывезена в Рим.
После постройки собора святого Петра в Риме там была устроена гробница для мощей святителя. 26 ноября 2004 года часть мощей, по решению папы Иоанна Павла II, была возвращена Константинопольской православной церкви вместе с частью мощей Иоанна Златоуста. В настоящее время эти святыни хранятся в соборе Святого Георгия в Стамбуле. В Ватикане были оставлены небольшие частицы мощей святителей.

## Богословское и литературное наследие
Литературное и богословское наследие Григория состоит из 245 посланий (писем), 507 стихотворений и 45 «Слов». Биографы отмечают, что Григорий был в первую очередь оратором, а не писателем, слог его сочинений характеризуется повышенной эмоциональностью.

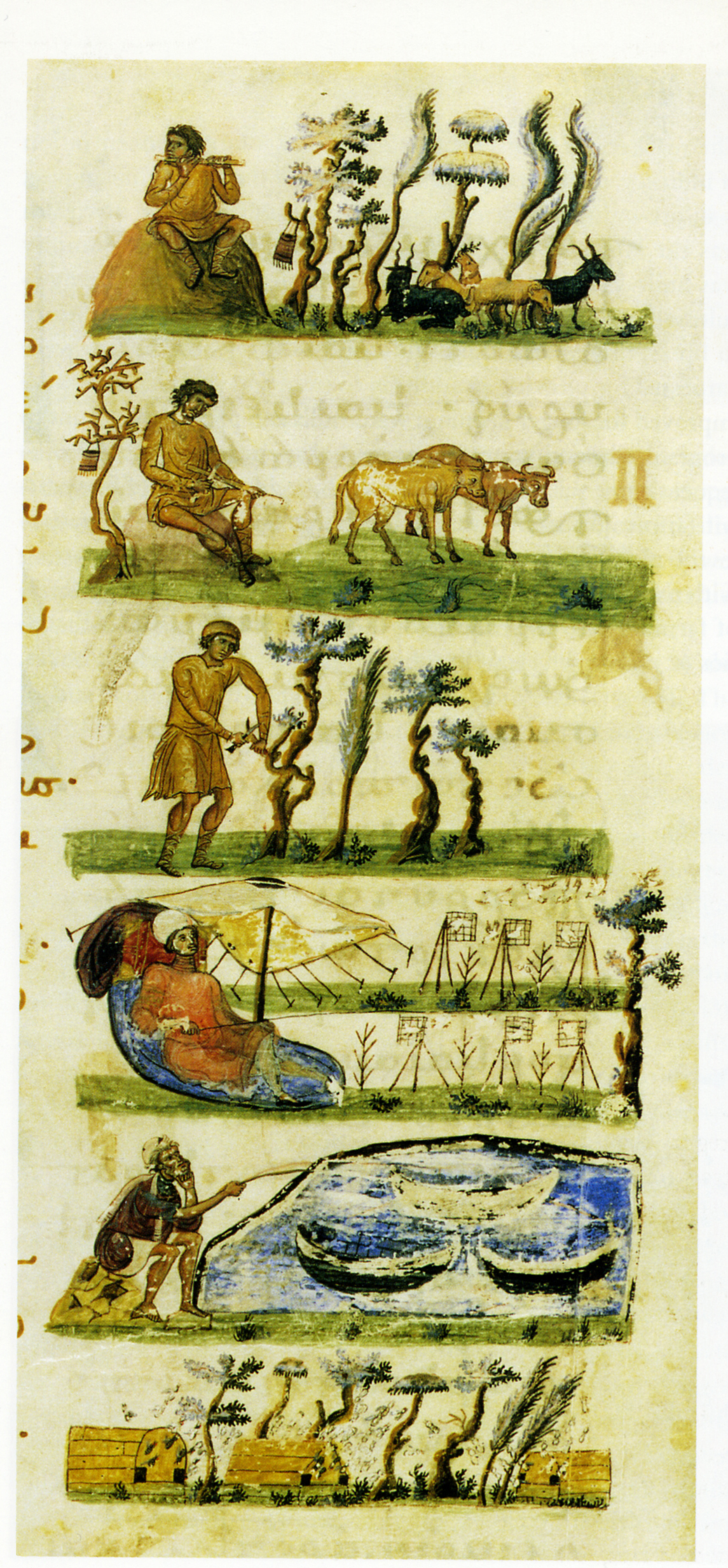
Иллюстрации к гомилиям Григория Богослова, XI век

### «Слова»
Собрание 45 бесед («Слов») составляет основную часть литературного наследия святого Григория. Слова охватывают двадцатилетний период его жизни: самые ранние (1—3) относятся к началу священнического служения Григория в 362 году, а последние (44—45) были произнесены весной 383 года, вскоре после возвращения в Назианз. Около половины Слов (с 20-го по 42-е) первоначально составлены во время пребывания Григория в Константинополе. В 387 году сам Григорий подготовил сборник 45 избранных бесед, стремясь, по-видимому, предоставить священству образцы различных видов проповеди.
Слова чрезвычайно разнообразны по тематике и жанру. Они включают, в частности, надгробные слова (7, 8, 18, 43), обличения императора Юлиана (4, 5) и еретиков (27, 33, 35), слова в память священномучеников (16, 24, 35, 44), беседы на Богоявление (38), Крещение (40), Пятидесятницу (41) и другие праздники. Первая и последняя (45-я) беседы были произнесены на Пасху. Во многих беседах Григорий говорит о себе и событиях своей жизни. Так, уже в самом начале 1-го Слова он упоминает о добром принуждении, подразумевая своё рукоположение по настоянию отца; в 3-м Слове оправдывает своё удаление в Понт; а в 33-м Слове говорит о своём противостоянии с арианами. Ряд Слов имеют адресатом отца Григория (9, 10, 12) или произнесены в его присутствии; среди адресатов Слов есть и Василий Великий (10) и Григорий Нисский (11). Важнейшее место в наследии Григория занимают Слова о Богословии (27—31), посвящённые догмату Троичности, они и принесли Григорию славу богослова. Здесь Григорий называет Бога «творческой и содержательной причиной всего», которая бестелесна («Бог не есть тело») и непостижима.

### Письма
Сохранилось, по разным оценкам, до двухсот сорока пяти писем Григория Богослова, большая их часть была написана и собрана им самим в сборник, составленный в последние годы жизни, по просьбе родственника Никовула. Сохранилась обширная переписка святого Григория с святым Василием Великим: в письмах Григорий вспоминает их совместное проживание в монастыре, поздравляет Василия с епископской хиротонией, в поздних письмах он уже обвиняет Василия в вовлечении его в борьбу с арианами и возведении себя на Сасимскую кафедру.
Богословский интерес и значимость представляют два письма Григория к Кледонию, в которых он рассуждает о природе Христа и выступает с критикой учения Аполлинария Лаодикийского и послание к монаху Евагрию о Божестве.

### Стихотворения
Большинство стихотворных сочинений были написаны Григорием в последние годы его жизни после возвращения из Константинополя. Стихи написаны не только на богословские темы, но содержат и автобиографические воспоминания, несколько стихотворений было написано Григорием на смерть друзей. Стихотворения Григория написаны в формах гекзаметров, пентаметров, триметров.
В своём сочинении «О стихах своих» Григорий сообщает о целях, побудивших его обратиться к данной литературной форме:
- самовоспитание — чтобы писать и, заботясь о мере, писать немного;
- создать для всех увлекающихся словесным искусством альтернативу сочинениям античных авторов, «неосторожное чтение которых приносило иногда дурные плоды»[39];
- борьба с аполлинарианами, которые составляли новые псалтири и стихи: «И мы станем псалмопевствовать, писать много и слагать стихи»[41].

Наиболее известна поэма Григория «Pro vita sua» (О себе самом), состоящая из 1949 ямбических стихов.

## Оценка и значение

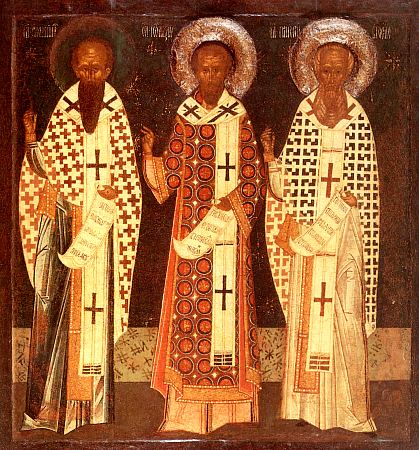
Три вселенских учителя

Богословские труды святого Григория получили высокую оценку современников и потомков. Патролог архиепископ Филарет (Гумилевский) писал о Григории Богослове:

Церковь почтила святителя Григория тем высоким именем, которым она почтила одного высокого между апостолами и евангелистами Иоанна. И это не напрасно. После первого Богослова Святитель Григорий первый постигал столько высокими и вместе точными помыслами глубины Божества, сколько постигать их можно человеку при свете откровения; особенно же вся мысль его, как и мысль первого Богослова, обращена была к предвечному Слову.

Его богословие высоко ценили Максим Исповедник, Фома Аквинский, святитель Филарет Московский.
Православная церковь включила Григория в число Отцов церкви, чей авторитет имеет особый вес в формировании догматики, организации, и богослужения Церкви. В связи с этим 30 января 1084 года (по юлианскому календарю) было установлено отдельное празднование, посвящённое трём святителем, почитаемых вселенскими учителями: Василию Великому, Григорию Богослову и Иоанну Златоусту. Димитрий Ростовский в своих «Житиях святых», описывая заслуги каждого из трёх вселенских учителей, так охарактеризовал Григория Богослова:

Святой Григорий Богослов был столь велик, что если бы можно было создать человеческий образ и столп, составленный по частям из всех добродетелей, то он был бы подобен великому Григорию. Просияв своею святою жизнью, он достиг такой высоты в области богословия, что всех побеждал своею мудростью, как в словесных спорах, так и в истолковании догматов веры. Поэтому он и был назван богословом.
— Димитрий Ростовский
Григорий Богослов оказал огромное влияние на богословов последующих времён: его сочинения толковали наряду со Священным писанием Максим Исповедник, Илия Критский, Иоанн Дамаскин, Василий Новый, Никита Ираклийский, Никифор Каллист и другие. Фома Аквинский считал, что у всех Отцов церкви в сочинениях можно найти какую-либо ересь, но только не у святого Григория.
Тексты его сочинений использовались позднейшими гимнографами Восточной Церкви: так рождественский, богоявленский («вторый канон» праздника) и пасхальный каноны представляют собой, перефразированные святым Иоанном Дамаскином отрывки из проповедей Григория Богослова. Слово 45 «На Пасху», написанное Григорием, согласно Типикона должно читаться перед четвёртой песнью Пасхального канона, но в современном православном богослужении это не соблюдается.
Μ. Η. Сперанский назвал Григория Богослова полуантичным писателем, ставшим не только одним из первых столпов христианской литературы, но и одним из последних по времени представителей античной художественной мысли и формы. Его труды имели большое значение, в частности, на Руси. Проповеди Григория Богослова познакомили русскую литературу не только с христианским богословием, но и с античной мифологией и философией неоплатонизма.

## Образ в культуре
- Григорий Назианзин — одно из действующих лиц дилогии Генрика Ибсена «Кесарь и Галилеянин»

## Память
В честь святого Григория был назван один из «новоизобретённых» фрегатов Черноморского флота России, принимавший участие в русско-турецкой войне 1787—1791 годов.

### Издания трудов
- Mason A.J. (ed.) The Five Theological Orations of Gregory of Nazianzus. Cambridge, 1899.

### Переводы

#### Русские переводы
- Житие св. Григория Назианзина, писанное им самим; с присовокуплением философической поемы на нещастия в его жизни. / Пер. с фр. Тургенева. — М., 1783. 176 стр.
- 13 слов Григория Богослова. / Пер. еп. Иринея (Клементьевского). — М., 1798.
- Григорий Богослов. Творения. / Пер. Московской духовной академии. В 6 ч. — М., 1843—1848.
  -     - Ч. 1. 1843. 318 стр.
    - Ч. 2. 1843. 312 стр.
    - Ч. 3. 1844. 324 стр.
    - Ч. 4. 1844. 369 стр.
    - Ч. 5. 1847. 403 стр.
    - Ч. 6. 1848. 335 стр.

  - переизд.: В 2 т. СПб.: Сойкин, 1912. Т. 1. 680 стр. Т. 2. 596 стр.
    - Творения, т. 1. СПб: 1912 г., — 680 С.
    - Творения, т. 2. СПб: 1912 г., — 554 С.

  - переизд.: Григорий Богослов. Собрание творений. В 2 т. / Пер. Моск. дух. акад. (Серия «Классическая философская мысль»). Мн., Харвест — М., АСТ, 2000.
    - Т. 1. Слова. 832 стр.
    - Т. 2. Послания. Стихотворения. Письма. 688 стр.

  - переизд.: Творения В 2-х т. М.,2007
    - Т. 1. Слова. 895 стр.
    - Т. 2. Стихотворения, Письма, Завещания. 943 стр.

#### Новые переводы
- Эпиграммы. Гимн Христу. Жалобы. Молитва в болезни. Плач. На Максима. / Пер. С. С. Аверинцева. Из надгробной речи Василию Великому. Фрагмент из второй речи против Юлиана. / Пер. Т. В. Поповой. // Памятники византийской литературы IV—IX веков. / Отв. ред. Л. А. Фрейберг. — М.: Наука. 1968. — С. 70-83. (также: Эпиграммы греческой антологии. — М., 1999. — С. 285—288).
- О началах [речь I]. / Пер. Т. Сидаша. // Вестник РХГИ. — 1997. — № 1. — С. 167—176.
- О себе самом и о епископах. / Пер. А. Ястребова. // ЦиВр. 2003. — № 1 (22). — С. 106—172.
- Избранные стихотворения / Пер., вступ. статья и прим. В. Н. Генке // Богословский вестник. — 2008—2009. — № 8/9. — С. 17—67.
- De vita sua / Пер. А. Зуевского. — М.: ГЛК, 2011.
- Неизреченное / Пер. и вступ. статья В. Н. Генке // Богословские труды. — 2012. — № 43/44. — С. 61—98.

#### Французские переводы
- Sermons de Saint Gregoire de Naziane, surnomme Le Theologien, traduits du grec, avec des notes. — Paris, Chez Andre' Pralard, 1693.
  - Tom 1, 634 p.
  - Tom 2, 619 p.
- В серии «Collection Budé» начато издание его сочинений (вышло 3 тома):
  - Correspondance. Tome I: Lettres I — C. Texte établi et traduit par P. Gallay. 2e tirage 2003. LI, 256 p.
  - Correspondance. Tome II: Lettres CIII — CXLIX. Texte établi et traduit par P. Gallay. 2e tirage 2003. X, 332 p.
  - André Tuilier, Guillaume Bady, Jean Bernardi, Saint Grégoire de Nazianze, Oeuvres poétiques. Tome I. Partie 1. Poèmes personnels II, 1, 1-11. Collection Budé. Paris: Les Belles Lettres, 2004. Pp. ccxviii, 214. ISBN 2-251-00516-1. (рецензия)

### Исследования
- Васильев П. П. Григорий Богослов // Энциклопедический словарь Брокгауза и Ефрона : в 86 т. (82 т. и 4 доп.). — СПб., 1890—1907.
- Еп. Иларион (Алфеев), Диак. Михаил Желтов, Турилов А. А., Литвинова Л. В. Григорий Богослов // Православная энциклопедия. — М., 2006. — Т. XII : Гомельская и Жлобинская епархия — Григорий Пакуриан. — С. 668-712. — 39 000 экз. — ISBN 5-89572-017-X. (с библиографией)
- Говоров А. В. Св. Григорий Богослов как христианский поэт. Казань, 1886. 320 стр.
- Виноградов Н. П. Догматическое учение св. Григория Богослова. Казань, 1887. 508 стр.
- Игумен Иларион (Алфеев). Жизнь и учение святителя Григория Богослова — М., 1998. — 507 с.
- Бергман С. Дух, освобождающий природу: Тринитарная космология Григория Назианзина в свете экологической теологии освобождения. / Пер. с нем. Архангельск, 1999. 536 стр.
- Иоанн Мейендорф. Введение в святоотеческое богословие (глава «Святитель Григорий Богослов»)
- Михайловский А. В. Григорий Богослов // Новая философская энциклопедия : в 4 т. / пред. науч.-ред. совета В. С. Стёпин. — 2-е изд., испр. и доп. — М. : Мысль, 2010. — 2816 с.
- Житие святого отца нашего Григория Богослова, патриарха Константинопольского // Жития святых на русском языке, изложенные по руководству Четьих-Миней свт. Димитрия Ростовского : 12 кн., 2 кн. доп. — М.: Моск. Синод. тип., 1903—1916. — Т. V: Январь, День 25.

#### Исследования по рецепции
- Будилович А. С. Исследование языка древнеславянского перевода XIII слов Григория Богослова по рукописи Имп. Публ. б-ки XI века. СПб., 1871.
- Пашалишвили Т. С. «Слово-эпитафия» Григория Назианзского в древнегрузинском переводе. (Филол. исследование). Автореф. дисс. … к. филол. н. Тб., 1956.
- Описание грузинских рукописей, содержащих сочинения Григория Назианзина. Тб.: Мецниереба, 1988. 323 стр. (на груз. яз.)
- Безарашвили К. П. Грузинская версия поэзии Григория Назианзина. Автореф. дисс. … к. филол. н. Тб., 1990.
- Мурадян К. М. Григорий Назианзин в древнеармянской литературе. Автореф. дисс. … д. филол. н. Ер., 1985.